# Филип VI (Франция)
Филип VI (на латински: Philippe VI de Valois; * 1293; † 22 август 1350) е крал на Франция от 1328 до смъртта си. Основател е на френската кралска династия Валоа.

## Произход, брак и регентство
Син е на граф Шарл дьо Валоа (втори син на Филип III Смелия) и първата му съпруга Маргарита Анжу-Сицилианска.
На 13 юли 1313 г. във Фонтенбло Филип се жени за Жана Бургундска, внучка на Свети Луи. От 1325 до 1328 той е граф на Анжу, Мен и Валоа.
През 1328 г. братовчед му крал Шарл IV умира, оставяйки бременната си съпруга – кралица Жана д’Еврьо. За регент е определен Филип Валоа – един от двамата претенденти за трона. Другият претендент е кралят на Англия Едуард III, но впоследствие той се отказва от правото си и полага клетва като васал на Филип.

- Регент Филип Валоа и вдовицата на Шарл ІV

## Крал на Франция (1328 – 1350)

### Начало на управлението
След като кралицата ражда дъщеря си Бланш, Филип е коронясан за крал на 27 май 1328 г. в Реймс въз основа на прилагането на Салическия закон. Спрямо спорното Кралство Навара, което е част от френската корона, той сключва споразумение с дъщерята на Луи X – Жана II Наварска, като тя става кралица на Навара и се отказва от претенциите си за френския трон, а Филип запазва Графство Шампан.
Царуването на Филип VI е изпълнено с кризи. То започва с военен успех във Фландрия, където френската войска побеждава силите на Шарл дьо Ньовер, граф на Фландрия, който е свален чрез народно въстание.
- Коронация на Филип VІ от Жан Фроасар „Големите френски хроники“, Париж, Национална библиотека на Франция
- Филип VІ

### Конфликт с английския крал
Крал Едуард III, отказвайки да плаща данък за своето херцогство Гийена, предявява претенци към френския трон и през 1337 г. слага началото на Стогодишната война. През 1340 г. англичаните печелят морската битка при Сльойс, на устието на река Шелда във Фландрия, унищожават френския флот и установяват контрол над Ламанша до края на войната.
През юли 1346 г., Едуард нахлува с голяма войска през Ламанша, стъпвайки на френска земя в Котантен. Английската армия превзема Кан само за един ден, изненадвайки французите, които очакват градът да издържи на продължителна обсада. Филип също събира голяма войска, за да се противопостави на Едуард, който избира да се отправи на север към Нидерландия, като опустошава всичко по пътя си, вместо да завладее и задържи френски земи. Осъзнавайки обаче, че не може да избяга от французите с маневри, Едуард разполага силите си за битка на позиции, които армията на Филип веднага атакува. Известната битка при Креси е първата голяма битка по суша във войната и се оказва пълна катастрофа за френската войска, до голяма степен благодарение на английските стрелци (които използват английски дълъг лък) и на френския крал, който позволява на армията си да нападне, преди да е подготвена за атака. Едуард продължава на север, без да срещне съпротива, и обсажда Калѐ на Ламанша, който завладява през 1347 г. Филип сключва примирие с Едуард, но умира преди да изтече примирието.

### Вътрешна политика и териториални придобивки
През 1341 г., по примера на италианските републики, е въведен монопол върху солта. Папата е принуден на всеки две години да отстъпва църковния десятък на краля; качеството на монетите е силно влошено.
Тъй като Филип често е на военни кампании, кралица Жана Бургундска е през голяма част от времето регент на Франция. Към територията на Франция са добавени Лангедок, Монпелие (1344) и Дофине (1349).
Избухналата през 1348 г. „черна смърт“ (чума), води до смъртта на 1/3 от населението на Франция, включително и на самата кралица Жана. Недостигът на работна ръка води до инфлация и кралят се опитва да фиксира цените на стоките.

### Брак с Бланш Наварска и смърт
На 29 януари 1349 г. Филип се жени за четиридесет години по-младата от него Бланш д’Еврьо, дъщеря на краля на Навара Филип III Наварски и Жана II Наварска. Бракът на Бланш се оказва кратък. На 22 август 1350 г. крал Филип умира. При смъртта му Франция е една отслабена и разпокъсана държава.
Наследен е от сина си Жан II.

## Семейство и деца
1. ∞ 13 юли 1313 за Жана Бургундска (Куцата) (* ок. 1293 † 1348), дъщеря на Роберт II, херцог на Бургундия и Агнес Френска. Те имат седем сина и три дъщери, от които оживяват само двама сина:
- Филип (* 1315 † като дете);
- Жана (* 1317 † като дете);
- Жан (* 1319 † 1364), крал на Франция (* 1350 † 1364) под името Жан II Добрия;
- Мария (* 1326 † 1333);
- Луи († 17 януари 1328 като дете);
- Луи (* 8 юни 1330 † 23 юни 1330);
- Жан († 1333);
- Филип (* 1336 † 1375), граф Валоа и 1-ви херцог Орлеански (* 1344 † 1375);
- Жана († 1337 като дете);
- син († 1343 като дете)

2. ∞ 1349 за Бланш д’Еврьо (* ок. 1331 † 1398), принцеса Наварска, дъщеря на Филип III д’Еврьо, граф д’Еврьо и крал на Навара, и Жана II, кралица на Навара и графиня на Шампан. Имат една дъщеря, родена след смъртта на баща ѝ:
- Жана Валоа (* 1351 † 1371); умира малко след годежа си 1371 за Хуан I (* 1350 † 1395), впоследствие крал на Арагон и Валенсия.